# Selenops geraldinae
Espèce
Selenops geraldinae est une espèce d'araignées aranéomorphes de la famille des Selenopidae.

## Distribution
Cette espèce se rencontre au Roraima (au Brésil), au Venezuela, à la Trinité et en Colombie,.

## Description
Le mâle décrit par Crews en 2011 mesure 6,60 mm et la femelle 7,45 mm.

## Publication originale
- Corronca, 1996 : Tres nuevas especies de Selenops Latreille, 1819 (Araneae: Selenopidae) en América del Sur. Neotropica, vol. 42, p. 91-96.